# هاینایشن (تورینگن)
هاینایشن (به آلمانی: Hainichen) یک شهر در آلمان است که در زاله‌هلتسلاند واقع شده‌است. هاینایشن ۱۹۴ نفر جمعیت دارد.